# Tarja
Tarja est une île d'Estonie en mer Baltique.

## Géographie
Elle fait partie de la commune de Kihelkonna. 